# Hlohovec (Břeclavi járás)
Hlohovec település Csehországban, Břeclavi járásban. Hlohovec Břeclav, Lednice, Valtice és Sedlec településekkel határos. Lakosainak száma 1325 fő (2024. január 1.).

## Népesség
A település lakosságának változását az alábbi diagram mutatja:
| Lakosok száma | 753  | 981  | 1313 | 1307 | 1345 | 1340 | 1335 | 1314 | 1289 | 1325 |
|               | 1869 | 1890 | 1921 | 1950 | 1980 | 2001 | 2017 | 2019 | 2022 | 2024 |